# Числа (Омиш)
Числа (хорв. Čisla) — населений пункт у Хорватії, в Сплітсько-Далматинській жупанії у складі міста Омиш.

## Населення
Населення за даними перепису 2011 року становило 302 осіб.
Динаміка чисельності населення поселення:

## Клімат
Середня річна температура становить 14,43 °C, середня максимальна – 25,89 °C, а середня мінімальна – 2,67 °C. Середня річна кількість опадів – 846 мм.
| Клімат поселення                              | Клімат поселення | Клімат поселення | Клімат поселення | Клімат поселення | Клімат поселення | Клімат поселення | Клімат поселення | Клімат поселення | Клімат поселення | Клімат поселення | Клімат поселення | Клімат поселення | Клімат поселення |
| Показник                                      | Січ.             | Лют.             | Бер.             | Квіт.            | Трав.            | Черв.            | Лип.             | Серп.            | Вер.             | Жовт.            | Лист.            | Груд.            |                  |
| Середній максимум, °C                         | 11,30            | 10,44            | 12,58            | 15,69            | 20,65            | 24,57            | 25,75            | 25,89            | 21,88            | 17,98            | 13,59            | 11,54            |                  |
| Середня температура, °C                       | 7,42             | 6,55             | 8,68             | 11,82            | 16,76            | 20,68            | 23,17            | 23,32            | 19,30            | 15,40            | 11,03            | 8,99             |                  |
| Середній мінімум, °C                          | 3,54             | 2,67             | 4,79             | 7,91             | 12,89            | 16,79            | 20,59            | 20,76            | 16,74            | 12,83            | 8,46             | 6,40             |                  |
| Норма опадів, мм                              | 76               | 65               | 70               | 70               | 57               | 52               | 35               | 50               | 72               | 94               | 110              | 95               |                  |
| Середньомісячна швидкість вітру, м/с          | 3.43             | 3.70             | 3.74             | 3.42             | 3.00             | 2.72             | 2.74             | 2.61             | 2.98             | 3.14             | 3.85             | 3.87             |                  |
| Середньомісячна сонячна радіація, кДж/м²·день | 5559             | 8297             | 11963            | 16396            | 20269            | 23065            | 24745            | 21758            | 16167            | 10466            | 6005             | 4707             |                  |
| --------------------------------------------- | ---------------- | ---------------- | ---------------- | ---------------- | ---------------- | ---------------- | ---------------- | ---------------- | ---------------- | ---------------- | ---------------- | ---------------- | ---------------- |
| Джерело:                                      |                  |                  |                  |                  |                  |                  |                  |                  |                  |                  |                  |                  |                  |